# تیم ملی فوتبال زیر ۲۰ سال کلمبیا
تیم ملی فوتبال زیر ۲۰ سال کلمبیا (انگلیسی: Colombia national under-20 football team) یا تیم ملی فوتبال جوانان کلمبیا، نماینده کشور کلمبیا در مسابقات فوتبال جوانان آمریکای جنوبی و جهان است که زیر نظر فدراسیون فوتبال کلمبیا فعالیت می‌کند.
از افتخارات این تیم میتوان به کسب مقام سوم در جام جهانی فوتبال زیر ۲۰ سال ۲۰۰۳ اشاره کرد.